# 天国

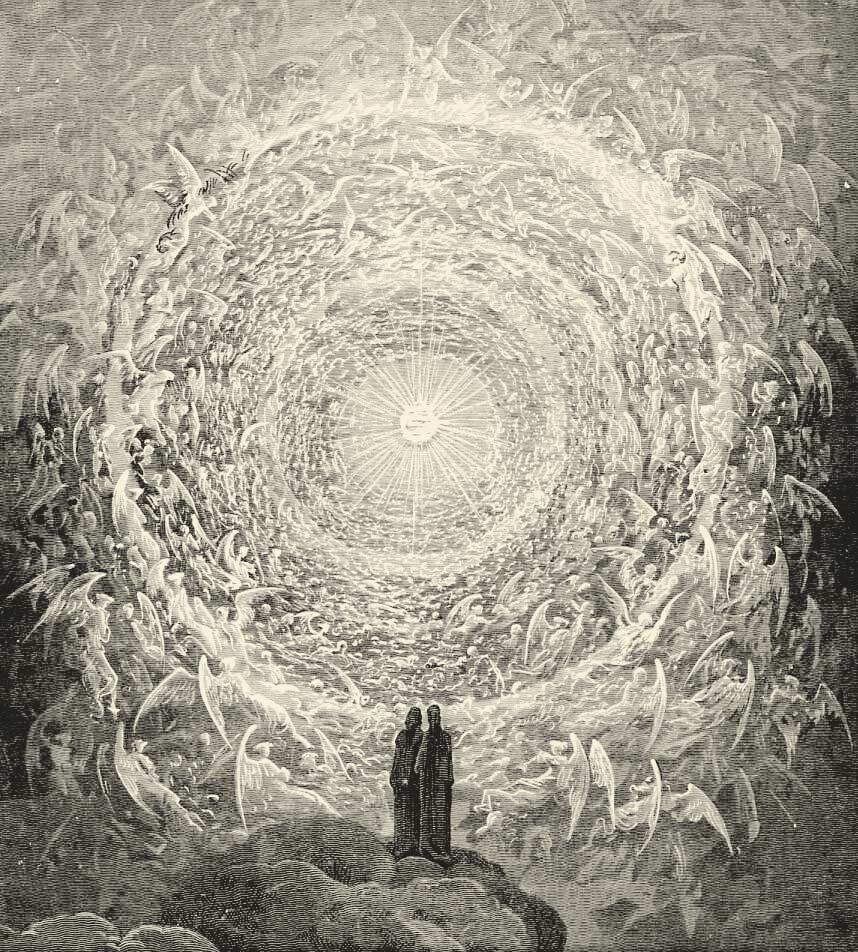
キリスト教:天国（至高天）をみつめるダンテとベアトリーチェ（『神曲』の挿絵。ギュスターヴ・ドレ画。）

天国（てんごく、英: heaven）は、
- 神や天使などがいて、清浄とされる、天上の理想の世界[1][2]。
- 信者の霊魂が永久の祝福を受ける場所（キリスト教での用法）[1]。
- （転じて）そこで暮らす者にとって、理想的な世界のこと[2]。何にわずらわされることもない、快適な環境[2]。もしくは、かくあるべきだとする究極の神の創造理想と定義できる世界。

## セム族・ユダヤ教における天国
広汎なセム族の世界観では、人間は死後陰府（シェオール）に行くことが決まっており、天国はただ神々の住まう領域に過ぎなかった。ヤハウェ唯一神論を採る古代イスラエル国家も同様の世界観を共有していたが、紀元前6世紀のバビロン捕囚によってユダヤ教にゾロアスター教の教義である死者の復活の概念が取り込まれた。当初、それはイスラエルの再建という地上への復活と考えられたが、天に召しあげられたエノク、エリヤの逸話を拡大解釈し、天国での来世を創造するに至った。ヘレニズム時代のユダヤ教の天国は、未来永劫仲間の霊魂や天使、神とともに過ごすというぼんやりしたイメージの世界だった。
紀元前1世紀にフィロの著した旧約聖書外典『ソロモンの知恵』の天国観は、聖書とプラトン哲学の霊魂思想を展開させたもので、のちのキリスト教思想家たちに大きな影響を与えた。

## キリスト教における天国

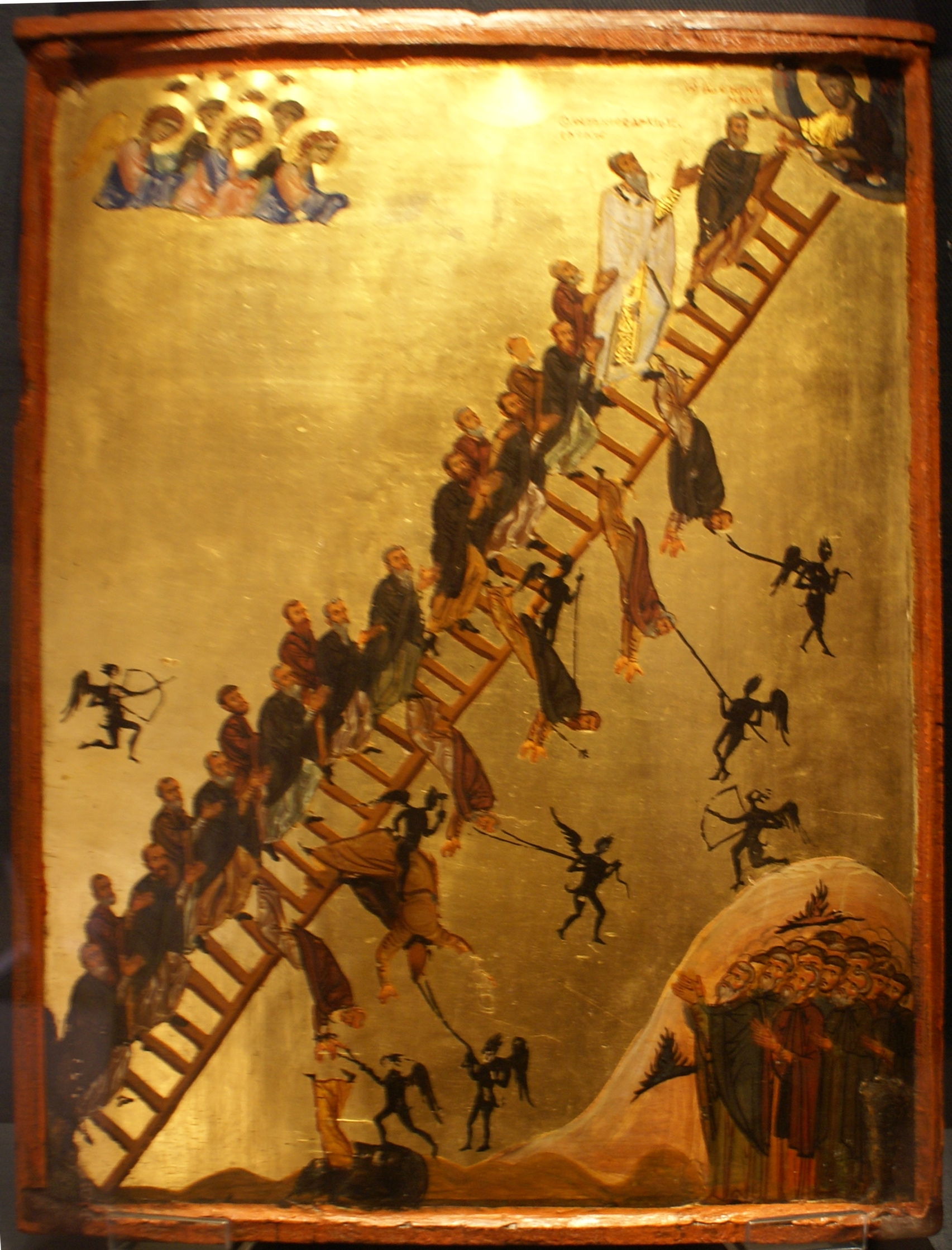
シナイ山、聖カタリナ修道院のThe Ladder of Divine Ascent

キリスト教の教理では、最後の審判以前の死者がどこでどのような状態にあるのかについて、各教派間の統一見解を得るに至っていない。
ダンテの『神曲』では、地球を中心として同心円上に各遊星の取り巻くプトレマイオスの天動説宇宙を天国界とし、恒星天、原動天のさらに上にある至高天を構想していた。
神の王国を差して天国とする事もある。

### ヘブンの語源
ヘブン（Heaven）は、約1,000年前に「神がおわする場所」としてキリスト教化された。それ以前は、ドイツで話されていた古ザクセン語で空を意味する heƀan であった。

## イスラムにおける天国
イスラム教における天国 (جنّة jannah) は、信教を貫いた者だけが死後に永生を得る所とされる。キリスト教と異なり、イスラム教の聖典『クルアーン』ではイスラームにおける天国の様子が具体的に綴られている。

## 他の宗教での類似の概念

### インド発祥の宗教

#### ヒンドゥー教

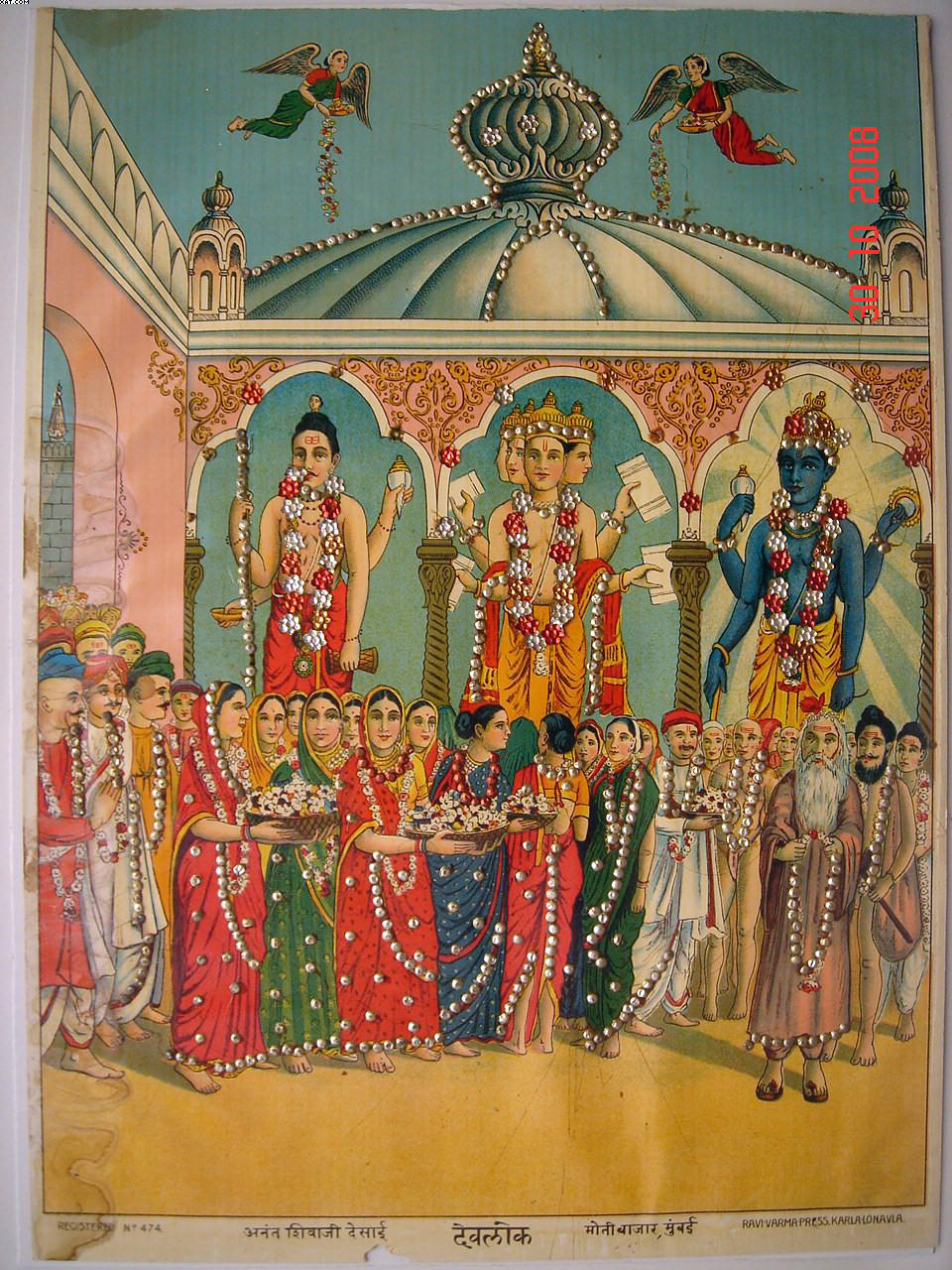
ヒンドゥー教:デーヴァローカの三神一体

ヒンドゥー教ではデーヴァローカが天国に類似する。

#### 仏教
仏教の世界観は、ヒンドゥー教と起源を同じくしており、デーヴァローカに対応するのは天部（神々）や天人が住む天（天道・天界）である。これは六道最上位、つまり人の住む第2位の人道の1つ上に位置する。
それら全体に対し、輪廻転生を超越した高位の存在として仏陀が、仏陀の世界として浄土が存在する。日本の仏教では、そもそも「天国」とは言わず、この対立構造において「キリスト教的な天国」に相当するのは『浄土』（浄土宗では阿弥陀仏の浄土である『極楽』）である。「極楽浄土」とも称される。

### 他
- 北欧神話 - アースガルズ
- 神道 - 天津国（あまつくに）

## 比喩的用法
上記のような用法から転じて、そこで暮らす者にとって理想的な世界、何にわずらわされることもない快適な環境も指すようになった。
類義語としては楽園（パラダイス、英語: paradise）が挙げられる。「スパイ天国」「野鳥の天国」などのように用いる。